# 龙标县

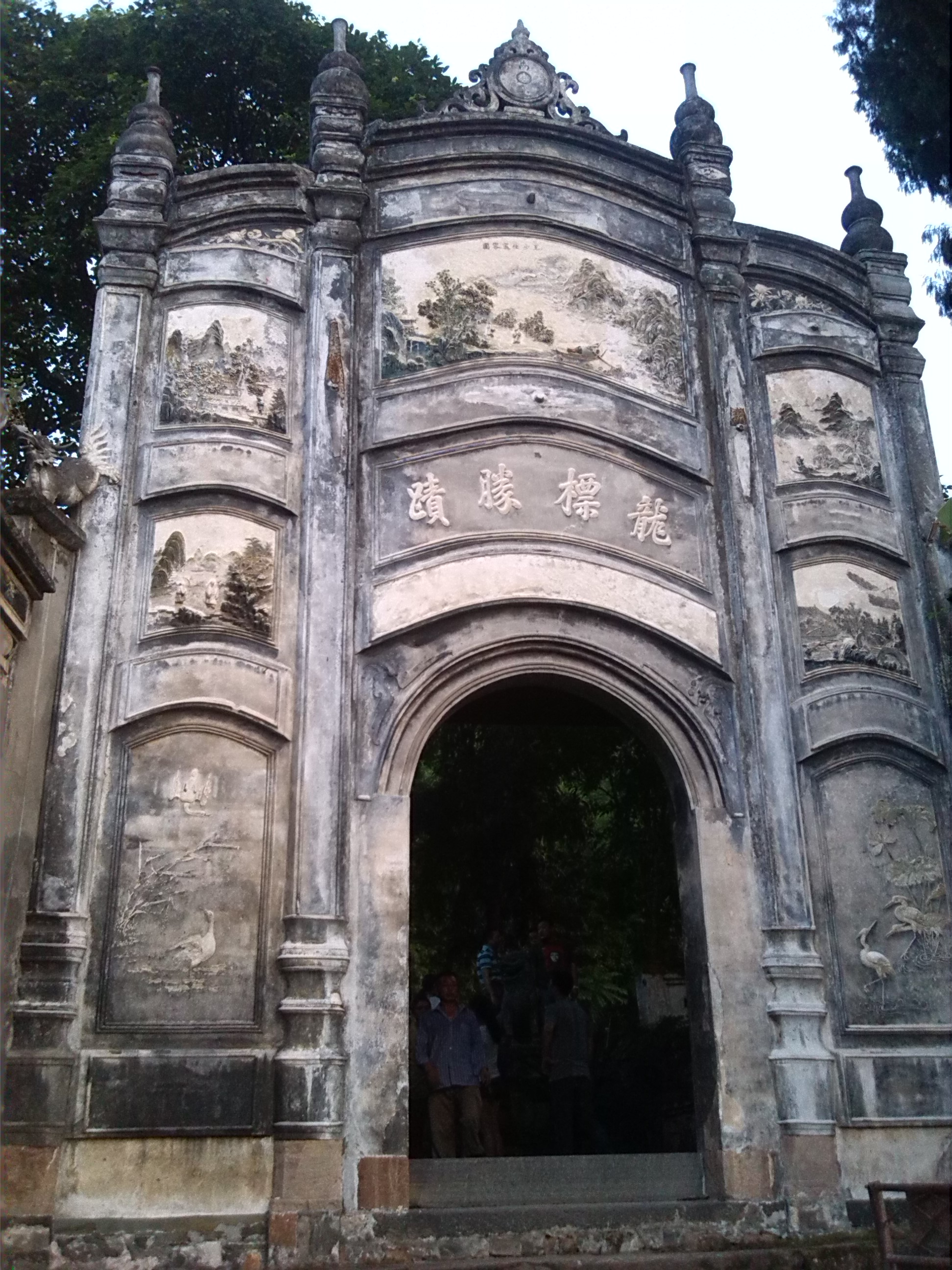
湖南省洪江市黔城镇芙蓉樓门坊，上书“龍標勝蹟”

龙檦县，后改名龙标县，是中国古代的一个县，位于今湖南省怀化市南部一带，始设于南朝梁，湮没于五代十国。

## 沿革
南梁，改㵲阳县为龙檦县，隶属于侨置之南阳郡。南陈仍舊。隋开皇九年（589年）灭南陈后，废除南阳郡，新设寿州，仅领龙檦一县，开皇十八年（598年）改名充州。大业二年（606年），全国州县精简，充州被废除，龙檦县改隶辰州。据推测，龙檦县于隋末废除。
唐武德七年（624年），析辰溪县地，重新设立龙标县（改“檦”作“标”），隶辰州。贞观八年（634年），龙标县析置夜郎、朗溪、思徵三县，以此四县设置巫州，州治设于龙标县。次年，思徵县省入龙标县。先天二年（713年），龙标县析置潭阳县。有唐一代，巫州先后改名沅州、巫州、潭陽郡、巫州、叙州，龙标县与之的隶属关系始终不变。
唐末，叙州为当地土著势力所据有。马楚、武平军、赵宋先后控制叙州，皆设立羁縻州。龙标县于这一时期消失。

## 县治
根据《元和郡县志》和曾被贬为龙标县尉的诗人王昌龄的诗作，可知龙标县治位于奖州州治（今新晃侗族自治县城）下游，辰州州治（今沅陵县城）上游，沅江沿岸。传统上认为其地在今洪江市黔城镇，即㵲阳河汇入沅江处。当地有芙蓉樓，修建于清朝，以纪念王昌龄。也有观点认为其地在今洪江管理区，即洪江汇入沅江处。
明初，在隆里（今贵州省锦屏县境内）设置千户所。嘉靖、万历年间起，隆里所人开始修造王昌龄祠、墓，建构“隆里所为旧龙标县治、王昌龄贬谪地”的文化记忆。